# Listă de scriitori venezueleni
Aceasta este o listă de scriitori venezueleni.

## G
- Rómulo Gallegos

## M
- Guillermo Meneses

## S
- Miguel Otero Silva